# Autonomni ženski centar
Autonomni ženski centar (AŽC) je ženska nevladina organizacija osnovana 1993. godine u Beogradu. Glavne oblasti delovanja organizacije su psihosocijalna podrška ženama žrtvama nasilja, kroz SOS telefon, individualne konsultacije i grupe samopomoći, pravna podrška i zagovaranje za sveobuhvatnu i delotvornu politiku države protiv nasilja nad ženama u porodici.
Autonomni ženski centar je koosnivačica Mreže za Evropski ženski lobi Srbija i Mreže Žene protiv nasilja Srbija.. Takođe je članica Evropske mreže protiv muškog nasilja (WAVE)
Autonomni ženski centar ima specijalni konsultativni status pri Ekonomskom i socijalnom savetu Ujedinjenih nacija (ECOSOC) i jedna je od organizacija koja piše izveštaj „iz senke“ za Komitet za eliminaciju diskriminacije žena Konvencije Ujedinjenih nacija o eliminaciji svih oblika diskriminacije žena (CEDAW). Takođe, AŽC je jedna od organizacija koja je pisala izveštaj o napretku Srbije u poglavljima 23 i 24 za pristupanje Evropskoj Uniji u sklopu PrEUgovor koalicije

## Istorijat
Autonomni ženski centar protiv seksualnog nasilja zvanično je osnovan na Dan ljudskih prava, 10. decembra 1993. godine. Početna ideja bila je da se radi na osnaživanju žena koja su preživele seksualno i ratno nasilje, ali je polje rada, usled postojeće situacije, od početka prošireno na sve žene koje su žrtve bilo koje vrste muškog nasilja. Rad AŽC-a je tokom ratnih godina bio usko vezan za antiratni aktivizam. U to vreme je sarađivao sa UNHCR-om (Visokim komesarijatom OUN za izbeglice) i Migracionom kancelarijom (IOM).
Tokom 1995. godine pokrenute su četiri grupe samopomoći – grupe za silovane žene, za žene sa porodičnim problemima, za samohrane majke i za žene koje su preživele incest. Saradnja sa institucijama, pre svega sa Institutom za mentalno zdravlje, Gradskim centrom za socijalni rad i opštinskim centrima, započeta je 1998. godine, ali je prekinuta zbog bombardovanja, a nastavljena 2001. godine, od kada traje kontinuirano. Uz podršku ženama žrtvama nasilja, AŽC je narednih godina radio i na zagovaranju i edukaciji.

## Zagovaranje
U okviru zagovaračkih aktivnosti, AŽC utiče na doslednu implementaciju međunarodnih dokumenata o ženskim ljudskim pravima i zaustavljanju nasilja nad ženama. Od usvajanja Konvencije Saveta Evrope o sprečavanju i borbi protiv nasilja nad ženama i nasilja u porodici (Istanbulska konvencija) 2011. godine, AŽC se kontinuirano zalaže za njenu ratifikaciju i punu primenu u Republici Srbiji i šire.
Godine 2001. je prvi put je realizovana kampanja „16 dana aktivizma protiv nasilja nad ženama“, pod nazivom „Nasilje nad ženama – odgovornost države“, kada je AŽC aktivno radio na zagovaranju da nasilje u porodici (uključujući i silovanje) uđe u Krivični zakonik. Na predlog Viktimološkog društva Srbije, uz kampanju AŽC-a, ovaj član, zajedno sa članom o nedavanju izdržavanja, unet je u Krivični zakonik 2002. godine. Od 2009. godine kampanju „16 dana aktivizma“ vodi Mreža Žene protiv nasilja.
Autonomni ženski centar je učestvovao u kampanjama poput kampanje Saveta Evrope „Zaustavimo nasilje nad ženama u porodici“ i „Za fond za žene“.

## Psihosocijalna i pravna podrška ženama žrtvama nasilja
Od početka aktivnosti, Autonomni ženski centar radi direktno sa ženama koje su preživele nasilje pružajući psihosocijalnu i pravnu podršku putem SOS telefona, individualnih konsultacija i grupa samopomoći.

## Edukacije
Edukativne aktivnosti razvijene su za profesionalce/-ke iz relevantnih institucija (policije, centara za socijalni rad, tužilaštava, sudova, nastavnika/-ca u prosveti), zatim u oblasti vršnjačke edukacije i instruktaže za konsultantkinje na SOS telefonu.. Ukupno devet programa edukacije je akreditovano od strane relevantnih institucija

## Istraživanja i publikacije
Autonomni ženski centar se bavi izdavačkom i istraživačkom delatnošću. Istraživanja koja su rađena su „Nasilje nad ženama i posledice po zdravlje“ (2003). „Porodičnopravna zaštita od nasilja u porodici u pravosudnoj praksi Srbije“ (2010), „Posledice koje ima nasilje prema ženama u partnerskom odnosu na decu i odgovor javnih službi na ovaj problem“ (2013), „Delotvornost sistemskih mehanizama za sprečavanje nasilja prema ženama i nasilja u porodici“ (2015).
Pored ovih istraživanja, izdate su i druge vrste publikacija, poput „Koliko sam bezbedna?“ sa preporukama za očuvanje lične bezbednosti. i „Analize usklađenosti zakonodavnog i strateškog okvira sa standardima Istanbulske konvencije“ (2014)

## Nagrade
Autonomni ženski centar je 2015. godine dobio nagradu Viktimološkog društva Srbije za doprinos promociji prava žrtava, zbog „aktivizma, entuzijazma i upornosti u pružanju podrške ženama žrtvama muškog nasilja i predanosti pri zagovaranju njihovih prava i sveukupne pozicije, a koji traju više od 20 godina“. AŽC je nagradu delio sa Poverenikom za informacije od javnog značaja i zaštitu podataka o ličnosti, Rodoljubom Šabićem.

## Mreže

### Mreža Žene protiv nasilja
Mreža Žene protiv nasilja je koalicija ženskih nevladinih organizacija u Srbiji koje pružaju usluge ženama koje su preživele nasilje. Nastala je 2005. godine i čine je 28 specijalizovanih ženskih organizacija sa teritorije Srbije, a zasnovana je na feminističkim principima rada.

## Spoljašnje veze
- Autonomni ženski centar
- Mreža Žene protiv nasilja
- Evropski ženski lobi
- Evropska mreža protiv muškog nasilja
- Sajt kampanje Potpisujem za primenu Konvencija Saveta Evrope protiv nasilja prema ženama